# Anderson Bruford Wakeman Howe (альбом)
Anderson Bruford Wakeman Howe — альбом Джона Андерсона, Билла Бруфорда, Рика Уэйкмана, Стива Хау (ABWH) — бывших участников группы Yes. Диск вышел в 1989 году.

## Стиль, отзывы критиков
Брет Адамс, рецензент сайта Allmusic.com, оценил альбом в четыре балла из пяти. По его мнению, лучшей композицией на нём является «Brother of Mine», однако снятый на эту песню клип он сурово раскритиковал.

## Список композиций
1. «Themes» — 5:58
  1. «Sound»
  2. «Second Attention»
  3. «Soul Warrior»
2. «Fist of Fire» — 3:27
3. «Brother of Mine» — 10:18
  1. «The Big Dream»
  2. «Nothing can Come Between Us»
  3. «Long Lost Brother of Mine»
4. «Birthright» — 6:02
5. «The Meeting» — 4:21
6. «Quartet» — 9:22
  1. «I Wanna Learn»
  2. «She Gives Me Love»
  3. «Who Was the First»
  4. «I’m Alive»
7. «Teakbois» — 7:39
8. «Order of the Universe» — 9:02
  1. «Order Theme»
  2. «Rock Gives Courage»
  3. «It’s So Hard to Grow»
  4. «The Universe»
9. «Let’s Pretend» — 2:56

## Участники записи
ABWH
- Джон Андерсон — вокал
- Стив Хау — гитара
- Рик Уэйкман — клавишные
- Билл Бруфорд — ударные

Сессионные музыканты
- Тони Левин — бас-гитара, стик Чепмена, бэк-вокал
- Мэтт Клиффорд — клавишные, программирование, оркестровка, бэк-вокал
- Милтон МакДоналд — ритм-гитара
- Дебора Андерсон, Тесса Найлз, Кэрол Кенион, Фрэнк Даннери, Крис Кимси — бэк-вокал
- Emerald Community Singers, Montserrat — бэк-вокал

## Позиции в чартах
| Год  | Чарт                    | Позиция |
| ---- | ----------------------- | ------- |
| 1989 | The Billboard 200 - USA | 30      |
| 1989 | UK Charts               | 14      |